# Étang de Caraussans
L'étang de Caraussans est un lac de montagne des Pyrénées en Ariège, à 2 440 mètres d'altitude. Il se situe dans un vallon suspendu qui domine la haute vallée de Vicdessos, sur le flanc sud-ouest du pic de l'Étang Fourcat (2 820 m), et au nord-ouest du port de Caraussans qui donne accès à l'Andorre par le haut de la station de sports d'hiver d'Ordino Arcalís.

## Géographie

### Topographie
Dans la région Occitanie, il se trouve dans le territoire de la commune d'Auzat dans le périmètre du parc naturel régional des Pyrénées ariégeoises.
À proximité, légèrement plus haut au nord, se trouve l’étang des Clots ainsi qu’une dizaine de très petits lacs ne portant pas de nom sur les cartes de l’IGN.

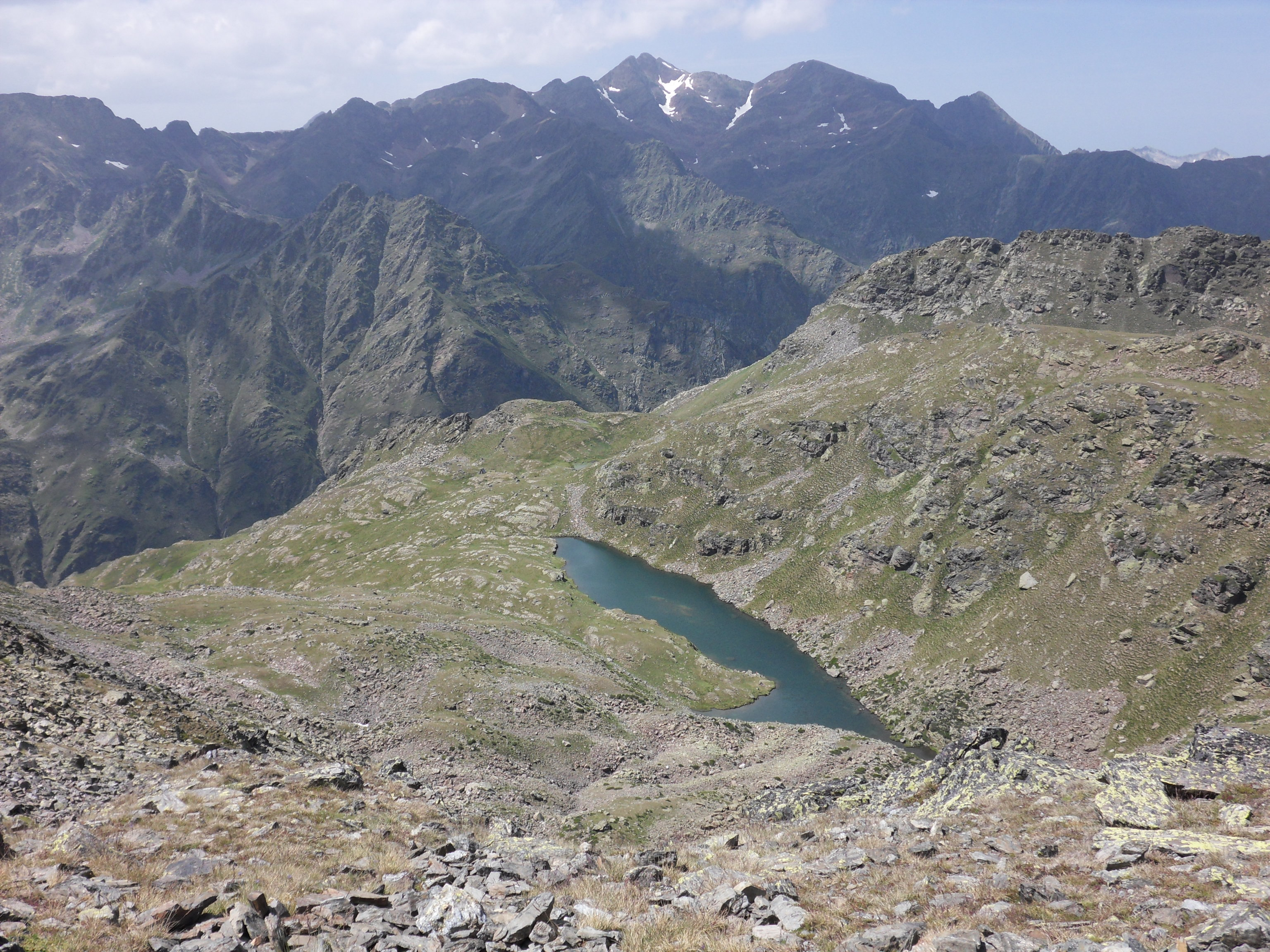
Vue aérienne de l’étang de Caraussans avec en fond la pique d'Estats (3143 m) et le pic de Montcalm (3078 m)

### Hydrographie
L’étang de Caraussans envoie ses eaux dans la vallée de Soulcem vers le barrage du même nom. 

## Faune
D’une superficie d’environ 1,1 hectare, on y observe des truites fario.

## Voie d’accès et randonnées
Il faut compter entre deux et trois heures de marche pour atteindre le déversoir du lac de Caraussans, en partant du lieu-dit « les orris du Carla » (1 654 m), terminus de la route D8 dans le fond de la haute vallée de Vicdessos, peu après le barrage de Soulcem. Balisé et parsemé de cairns, le chemin remonte un ruisseau issu du lac, sur une pente relativement raide, puis atteint un plateau (2 242 m) accueillant les orris de Caraussans. Le sentier se faufile ensuite en direction du nord-est sur des pentes herbeuses ou zones d’éboulis, toujours en suivant le ruisseau. On découvre le lac au tout dernier moment.